# Scottish Green Party
Scottish Green Party är ett grönt politiskt parti i Skottland. Det bildades som självständigt parti 1990, då det dåvarande brittiska gröna partiet delades i ett parti för England och Wales - Green Party of England and Wales - och ett för Skottland.
Scottish Green Party fick sin första parlamentariska representation 1999, då en ledamot - Robin Harper - invaldes i det Skotska parlamentet. Vid det andra valet till det Skotska parlamentet 2003 steg antalet gröna ledamöter till sju, med 7 % av rösterna. Vid valet 2007 gick man tillbaka och tog endast två platser med 4 % av rösterna.
Scottish Green Party saknar representation i såväl det brittiska parlamentet som i Europaparlamentet. Partiet är medlem i det Europeiska gröna partiet som samarbetar med Scottish National Party och Plaid Cymru - Party of Wales inom Gruppen De gröna/Europeiska fria alliansen i Europaparlamentet.
Scottish Green Party är en av flera skotska politiska partier som verkar för skotsk självständighet. De vill ha en folkomröstning om självständighet.